# 北营房镇
北营房镇，是中华人民共和国河北省承德市兴隆县下辖的一个乡镇级行政单位。

## 行政区划
北营房镇下辖以下地区：
煤岭沟村、荒地沟村、四顷地村、姚栅子村、北营房村、上窝铺村、西道沟村、西湾子村、李家庄村和冰冷沟村。